# Chemin Vert (Caen)
Pour les articles homonymes, voir Chemin vert.
Le Chemin Vert est l'un des vingt quartiers de Caen, situé au nord de la ville. 

## Situation géographique
Selon la nomenclature de l'INSEE reprise par la ville de Caen, le quartier est délimité :
- au nord, par les limites communales avec Saint-Germain-la-Blanche-Herbe et Saint-Contest et par le boulevard périphérique de Caen,
- à l'est, par la rue de Rosel,
- au sud, par les rues de Cussy, du Chemin vert, des 13 acres, Charles Lemaitre, du chemin des poissonniers, de Beaulieu et Saint-Norbert,
- à l'ouest, par les limites communales avec Saint-Germain-la-Blanche-Herbe.

## Histoire
Le site est occupé depuis le Hallstatt final. Le paysage du Chemin vert est resté jusqu'au milieu du XXe siècle fortement marqué par son caractère rural. Le secteur était traversé par des chemins menant notamment à l'abbaye d'Ardenne. Les rues d'Authie et de Beaulieu semblent ainsi remonter à l’antiquité gallo-romaine.
Dans les années 1950-1960, la population de Caen est marquée par un des plus forts taux de croissance de France. Afin de faire face à cet accroissement de la population, le plan d'urbanisme directeur de l'agglomération caennaise, élaboré en 1959 et approuvé en novembre 1965, prévoit la création de nouveaux quartiers en périphérie du centre historique. Une nouvelle zone d'habitat de 4 000 logements, ainsi qu'une zone industrielle sont programmées de part et d'autre du futur boulevard périphérique nord, à proximité de Saint-Germain-la-Blanche-Herbe. La zone à urbaniser en priorité du Chemin vert est créée le 19 octobre 1960 en même temps que celles de la Pierre Heuzé et d'Hérouville-Saint-Clair. La maquette du quartier est présentée en mars 1965.

## Population
En 2018, le secteur classé quartier prioritaire de Chemin Vert compte 4 383 habitants avec un taux de pauvreté de 51,4 %, contre 20 % en moyenne par la ville de Caen.
Au recensement de 2019, 29,24 % des habitants du Chemin Vert avaient moins de 19 ans, 49,96 % avait entre 20 et 54 ans et 20,8 % avait 65 ans ou plus :
| Classe d'âge   | Homme | Femme | Total de la classe d'âge |
| -------------- | ----- | ----- | ------------------------ |
| De 0 à 14 ans  | 936   | 740   | 1676 (21,90%)            |
| De 15 à 29 ans | 696   | 781   | 1478 (19,30%)            |
| De 30 à 44 ans | 537   | 654   | 1191 (15,56%)            |
| De 45 à 59 ans | 538   | 764   | 1303 (17,02%)            |
| De 60 à 74 ans | 472   | 715   | 1186 (15,50%)            |
| 75 ans ou plus | 267   | 555   | 821 (10,73%)             |
| TOTAL          | 3447  | 4209  | 7656                     |

## Lieux et monuments
- Église Saint-Joseph (fin des années 1960)